# Петцет, Вальтер
Вальтер Фридрих Леопольд Макс Петцет (нем. Walter Friedrich Leopold Max Petzet; 10 октября 1866, Бреслау — 13 августа 1941, Дрезден) — немецкий музыкальный педагог и музыкальный критик, композитор, пианист. Сын Георга Кристиана Петцета.
Учился в Аугсбурге у Арно Клеффеля, в Мюнхене у Йозефа Райнбергера и Йозефа Гирля и во Франкфурте у Ганса фон Бюлова. В 1887—1896 гг. преподавал в США: в Миннеаполисе, Чикаго, затем в Нью-Йорке в Консерватории Шарвенки. В 1896—1898 гг. преподавал в Гельсингфорсском музыкальном институте, в 1898—1910 гг. — в Консерватории Карлсруэ (с 1909 г. профессор), где произвёл фурор исполнением всех фортепианных сонат Людвига ван Бетховена в серии из девяти концертов. В 1910—1913 гг. профессор Веймарской высшей школы музыки. В дальнейшем жил и работал преимущественно в Берлине (первоначально как преподаватель в школе пианистов, открытой совместно с Ксавером Шарвенкой). В 1933—1937 гг. главный редактор газеты «Сигналы для музыкального мира». Автор вокальных и фортепианных сочинений.